# 哈里·爱德华·安诺德
哈里·爱德华·安诺德（ Harry Edward Arnhold，1879年1月16日—1950年），曾担任上海公共租界工部局總董、安利洋行董事长以及業廣地產公司（Shanghai Land Investment Company）董事長。 另外他和维克多·沙逊關係密切 。

## 生平

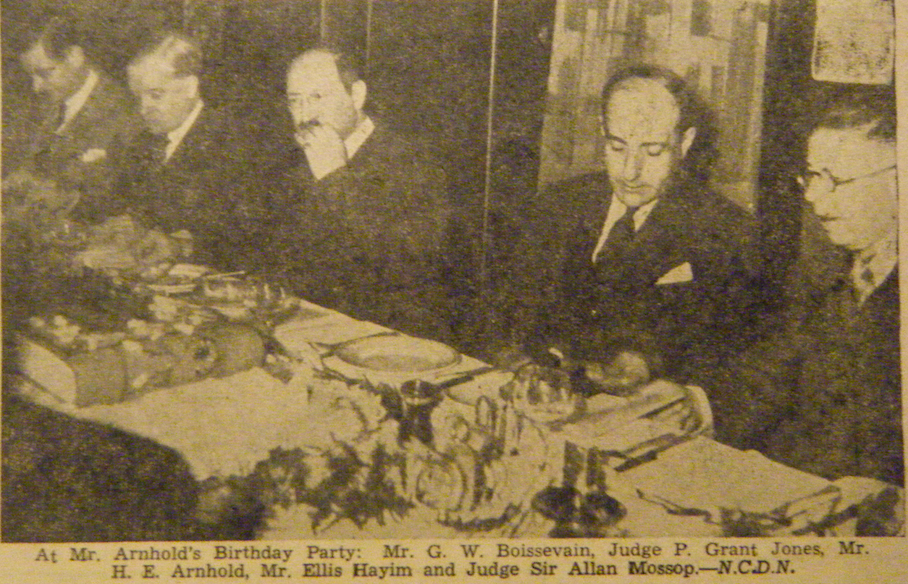
1939年，在上海舉辦的哈里·爱德华·安诺德生日派對

安諾德生于香港，是一位有德国血统的英国犹太人 。1882年，安諾德一家搬到倫敦居住。安諾德在英國接受教育。
1917年10月1日，安諾德在香港成立了安利洋行（Arnhold Brothers Limited），总部设在上海。安利洋行接收了瑞記洋行的一些業務。1923年，维克多·沙逊將安利洋行收購並成为該公司的大股东。
1929年至1931年以及1934年至1937年4月期間，安諾德出任上海公共租界工部局總董。 
第二次世界大战期間，安諾德和他的妻子被日本人拘留。1942年，日本佔領當局允許其妻子乘船离开上海。安諾德則一直被關押至第二次世界大戰結束。战后，阿诺德和他的妻子在香港安家。1949 年，安諾德又把家搬到纽约。次年安諾德去世，享年70岁。他的妻子於1965年去世。 